# عبد القادر العيدروس
عبد القادر بن شيخ العيدروس (978 - 1038 هـ) مؤرخ وباحث صاحب جاه ومقام مرموق عند الملوك والرؤساء في معظم البلدان الإسلامية. عُني باقتناء الكتب وبالغ في طلبها من أقطار مختلفة، وصنف مصنفات كثيرة تدل على سعة اطلاعه وحسن تدوينه وجمال عبارته، منها كتابه الشهير «تاريخ النور السافر».

## نسبه
عبد القادر بن شيخ بن عبد الله بن شيخ بن عبد الله العيدروس بن أبي بكر السكران بن عبد الرحمن السقاف بن محمد مولى الدويلة بن علي بن علوي الغيور بن الفقيه المقدم محمد بن علي بن محمد صاحب مرباط بن علي خالع قسم بن علوي بن محمد بن علوي بن عبيد الله بن أحمد المهاجر بن عيسى بن محمد النقيب بن علي العريضي بن جعفر الصادق بن محمد الباقر بن علي زين العابدين بن الحسين السبط بن الإمام علي بن أبي طالب، والإمام علي زوج فاطمة بنت محمد ﷺ.
فهو الحفيد 26 لرسول الله محمد ﷺ في سلسلة نسبه.

## مولده ونشأته
ولد عشية يوم الخميس لعشرين خلت من شهر ربيع الأول سنة 978 هـ بمدينة أحمد آباد من بلاد الهند بعد أن هاجر والده إليها قادمًا من حضرموت سنة 958 هـ، ووالدته هندية متبناة امرأة من بيت الملك مشهورة بأعمال الخير. قرأ القرآن العظيم وطرفا من العلم على عدد من العلماء، وحفظ عدة متون، ولبس خرقة التصوف، وتصدر لنشر العلوم، وكان مغرما بالمتصوفة وتتبع أخبارهم، مع الحرص على الإنصاف لهم ولسواهم مما مر وعبر من أعلام الزمان.

## شيوخه
تفرغ لتحصيل العلوم وتلقى عن جماعة من العلماء في مختلف الفنون، منهم:
- والده شيخ بن عبد الله العيدروس
- حاتم بن أحمد الأهدل
- أخوه عبد الله بن شيخ العيدروس
- عبد الملك بن عبد السلام دعسين
- درويش بن حسين الكشميري
- موسى بن جعفر الكشميري
- محمد بن حسن جشتي

## مؤلفاته
وله كتب كثيرة منها:
- «النور السافر عن أخبار القرن العاشر»
- «تعريف الأحياء بفضائل الإحياء»
- «الفتوحات القدسية في الخرقة العيدروسية»
- «الحدائق الخضرة في سيرة النبي ﷺ وأصحابه العشرة»
- «إتحاف الحضرة العزيزة بعيون السيرة الوجيزة»
- «المنتخب المستصفى في أخبار مولد المصطفى»
- «الأنموذج اللطيف في أهل بدر الشريف»
- «الدر الثمين في بيان المهم من علم الدين»
- «المنهاج إلى معرفة المعراج»
- «أسباب النجاة والنجاح في أذكار المساء والصباح»
- «الحواشي الرشيقة على العروة الوثيقة»
- «عقد اللآل بفضائل الآل»
- «خدمة السادة بني علوي باختصار العقد النبوي»
- «منح الباري بختم البخاري»
- «الروض الفاخر فيمن اسمه عبد القادر من أهل القرنين التاسع والعاشر»
- «صدق الوفاء بحق الإخاء»
- «بغية المستفيد في شرح تحفة المريد»
- «النفحة العنبرية في شرح البيتين العدنية»
- «غاية القرب في شرح نهاية الطلب»
- «الزهر الباسم من روض الأستاذ حاتم»
- «قرة العين في مناقب عمر بن محمد باحسين»
- «الروض الأريض والفيض المستفيض» ديوان شعر

## وفاته
توفي سنة 1038 هـ بأحمد آباد، ودفن فيها، وقبره بها معروف يزار ويتبرك به.

### اقتباسات
1. ↑  كامل سلمان الجبوري (2003). معجم الأدباء من العصر الجاهلي حتى سنة 2002م. بيروت: دار الكتب العلمية. ج. الرابع. ص. 11. ISBN:978-2-7451-3694-7. LCCN:2003489875. OCLC:54614801. OL:21012293M. QID:Q111309344.
2. ↑  الزركلي، خير الدين (أيار 2002 م). الأعلام - ج 4 (ط. الخامسة عشر). بيروت: دار العلم للملايين. ص. 39. مؤرشف من الأصل في 2019-12-10. {{استشهاد بكتاب}}: تحقق من التاريخ في: |سنة= (مساعدة)
3. ↑  الحبشي، عيدروس بن عمر (2009). عقد اليواقيت الجوهرية. تريم، اليمن: دار العلم والدعوة. ج. الجزء الثاني. ص. 1032 - 1034.
4. ↑  المشهور، عبد الرحمن بن محمد (1404 هـ). شمس الظهيرة. جدة، المملكة العربية السعودية: عالم المعرفة. ج. الجزء الأول. ص. 103. {{استشهاد بكتاب}}: تحقق من التاريخ في: |تاريخ= (مساعدة)
5. ↑  المحبي، محمد أمين بن فضل الله (2006). خلاصة الأثر في أعيان القرن الحادي عشر. بيروت، لبنان: دار الكتب العلمية. ج. الجزء الثاني. ص. 427.

## وصلات خارجية
- كتاب: النور السافر عن أخبار القرن العاشر - الباحث العلمي.